# Dalton Eiley
Dalton Eiley (Placencia, Belice, 12 de octubre de 1983) es un futbolista de Belice que juega en la posición de defensa central con el Altitude FC de la Liga Premier de Belice.

## Carrera

### Club
| Periodo   | Club                          |
| --------- | ----------------------------- |
| 2004-2010 | Texmar United                 |
| 2010-2013 | Placencia Assassins           |
| 2010      | → Toledo Ambassadors (cedido) |
| 2013      | Belmopan Bandits              |
| 2014-2017 | Placencia Assassins           |
| 2017-2021 | Belmopan Bandits              |
| 2021-     | Altitude FC                   |

### Selección nacional
Jugó para Belice en 40 ocasiones de 2005 a 2019, y participó en la Copa de Oro de la Concacaf 2013 donde anotó el único autogol del torneo ante Costa Rica.

## Logros
- Liga Premier de Belice (6): 2012, Apertura 2017, Clausura 2018, Apertura 2018, Apertura 2020, Apertura 2023
- Super Liga de Belice (1): 2011